# À la lanterne

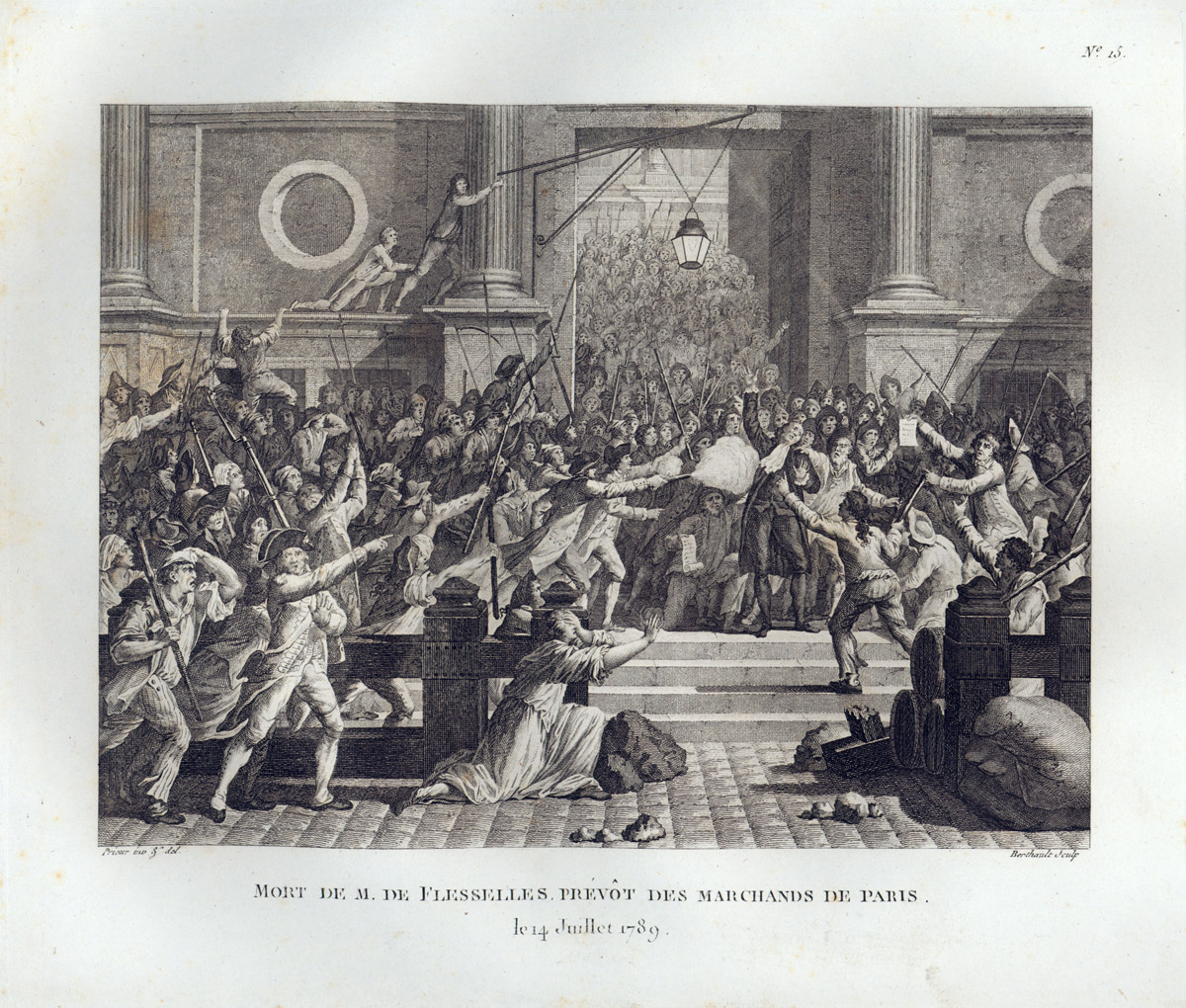
Hängningen av Jacques de Flesselles i en gatlykta vid Hôtel de Ville 14 juli 1789, skildrad av Jean-Louis Prieur. Andra tecknare har utelämnat gatlyktan som spelar en central roll i Prieurs skildring av händelsen.

À la lanterne (franska: 'Mot gatlyktan!') eller lanterne ('gatlykta') är ett slagord från franska revolutionen som uppmanar folket till att ta lagen i egna händer, gatans parlament. 
Gatlyktor användes som instrument för folket under revolutionen, när de lynchade och avrättade parisare på gatorna. Ämbetsmän och aristokrater hängdes i lyktorna. À la lanterne har med andra ord en underförstådd betydelse av 'häng dem'. Slagordet förekommer i sången Ça ira från samma tid. Camille Desmoulins, som var journalist och studerat juridik, förklarade sig vara "gatlyktans advokat", och skrev en pamflett med titeln "Gatlyktan talar till parisarna". 
Gatlyktans första offer var Joseph Foullon de Doué den 22 juli 1789, men repet gick av och han halshöggs då i stället, varefter hans huvud sattes på en påle som förevisades för parisarna.
Allt medan franska revolutionen framskred övergavs gatlyktorna till förmån för giljotinen. Rebeller i Paris fortsatte använda gatlyktor i syftet in på 1800-talet. 1868 utgavs första numret av den satiriska tidskriften La Lanterne av  Henri Rochefort, vilket torde vara en anspelning på samma företeelse.